# Solatopupa
Solatopupa é um género de gastrópode  da família Chondrinidae.
Este género contém as seguintes espécies:
- Solatopupa cianensis (Caziot, 1910)
- Solatopupa guidoni (Caziot, 1903)
- Solatopupa juliana (Issel, 1866)
- Solatopupa pallida (Rossmässler, 1842)
- Solatopupa psarolena (Bourguignat, 1859)
- Solatopupa similis (Bruguière, 1792)